# Rosimar Amancio
Rosimar Amancio, mais conhecido como Bill (São Lourenço, 2 de julho de 1984), é um futebolista brasileiro, que atua como atacante. Atualmente, joga no Laguna.

## Carreira
Revelado pelo Olaria em 2004 no Campeonato Carioca, após jogar por alguns times de menor porte, tendo passado, inclusive, pelo Shanghai Shenxin, da China, entre 2006 e 2007, Bill chamou a atenção do Corinthians, quando jogava pelo Bragantino, em 2009. Sua força física e seu faro de gol ajudaram-no a destacar-se no Paulistão daquele ano, despertando o interesse do Timão.
Em 2010 foi emprestado ao Coritiba. Já naquele ano ajudou o time a sagrar-se campeão da Série B. No ano seguinte, o jogador foi o artilheiro do Campeonato Paranaense, com 12 gols, e o homem gol do Coxa, marcando 27 tentos na temporada. Com isso, ganhou a admiração do clube e da torcida, o que motivou a criação de uma série de apelidos para o atacante (Búfalo Bill, Chernobill, etc). Apesar do bom futebol apresentado, a direção do clube alviverde não manifestou interesse na compra do atleta, que retornou ao Corinthians.
Em julho de 2012, após rescisão com o Corinthians, então detentor dos direitos de Bill, o jogador acertou sua ida ao Santos. Contratado compor o ataque do time, junto a Neymar, o atacante viveu longo período de jejum e não manteve a boa média de gols que o fez aparecer no Coritiba. Apesar de agradar o técnico Muricy Ramalho, a insatisfação da torcida gerou desgaste do jogador no clube.
Em janeiro de 2013 o jogador acertou sua saída para jogar no Al-Ittihad, da Arábia Saudita. Seis meses depois Bill acertou seu retorno ao Coritiba, por onde teve boa passagem anteriormente.
No final de 2013 o Ceará anunciou a contratação do atacante como a grande esperança de gols para a temporada. Logo em sua chegada, o búfalo mostrou otimismo, dizendo que a meta era fazer 40 gols no ano. Mesmo não conseguindo cumprir sua promessa, tendo marcado 24 gols no ano, Bill conseguiu ajudar o Ceará a fazer uma boa campanha na Série B e na Copa do Brasil de 2014 (artilheiro com 6 gols). Dessa forma, o grande buldogue chamou a atenção do Botafogo, rebaixado no Brasileirão de 2014.
No dia 29 de junho de 2015, deixou o Botafogo por estar se sentindo insatisfeito no clube e ter sido alvo de críticas da torcida por marcar apenas 2 gols em 9 jogos pela Série B. Ao todo marcou 11 gols em 28 jogos disputados nos seis meses que ficou no clube.
Já no dia 30 de junho, acertou com o Busan IPark, da Coreia do Sul, até o final do ano.
Em janeiro de 2016, Bill retornou ao Ceará. Em novembro, mesmo sendo artilheiro da Série B, Bill teve o contrato rescindido, com alto salário e sem o acesso para a Série A, Bill deixou o Vozão. Neste ano, Bill fez história ao ser o primeiro artilheiro de Série B ao ter mais gols do que o artilheiro da Série A: Bill marcou 15 gols, contra 14 gols de Fred, Diego Souza e William Pottker, além de ter sido o artilheiro de todas as divisões do Campeonato Brasileiro.
No dia 6 de dezembro de 2016, Bill assinou com Figueirense para a temporada de 2017.
Após ter sido dispensado pelo Figueirense, Bill acertou com o América Mineiro até dezembro de 2017.
Em janeiro de 2018, chegou ao Chiang Rai da Tailândia. No ano seguinte, levou o time a ser campeão da Liga da Tailândia pela primeira vez na história.

## Títulos
Coritiba
- Campeonato Paranaense: 2010, 2011
- Campeonato Brasileiro - Série B: 2010[11]

Santos
- Recopa Sul-Americana: 2012

Ceará
- Copa dos Campeões Cearenses: 2014
- Campeonato Cearense: 2014

Botafogo
- Taça Guanabara: 2015

América MG
- Campeonato Brasileiro - Série B: 2017

Chiang Rai United
- Campeonato Tailandês de Futebol: 2019

### Artilharias
- Copa do Brasil: 2014 (6 gols)
- Campeonato Brasileiro - Série B: 2016 (15 gols)